# Parasyscia wilsoni
Parasyscia wilsoni (лат.) — вид муравьёв рода Parasyscia из подсемейства Dorylinae. Эндемик Китая. Назван в честь крупного американского мирмеколога Эдвард Уилсона.

## Распространение
Встречаются в Южной Азии: юг Китая, провинция Юньнань (Xishuangbanna, Mengla, на высоте 1321 м).

## Описание
Мелкие муравьи от красновато-коричневого до чёрного цвета (ноги и усики светлее; длина около 5 мм). От близких видов отличается следующими признаками: двухцветный; мезосома, петиоль и абдоминальный сегмент III красноватые; голова и остальные брюшные сегменты черные, задний край прямой, заднелатеральные углы округлые, глаза крупные. Задний край проподеума килеватый, задний угол при виде сбоку тупоугольный. Голова, мезосома, петиоль и абдоминальный сегмент III с глубокими точками, или пунктировано-решётчатые. Усики 12-члениковые с булавой, скапус короткий. Петиоль с округлыми спереди боками, дорзолатеральные углы петиоля отсутствуют. Головной индекс рабочих (CI, соотношение ширины головы к длине × 100): 86—94. Длина головы рабочих 0,90—1,05 мм, длина скапуса 0,55—0,70 мм, ширина головы 0,85—0,90 мм. Индекс скапуса рабочих (SI, соотношение длины скапуса к длине головы × 100): 63—70. Предположительно, как и другие виды рода, мирмекофаги. Обнаружены в подстилочном лесном слое.
Вид был впервые описан в 2022 году китайскими энтомологами. P. wilsoni sp. nov. очень близок к индо-малайскому виду P. aitkenii, но может быть легко отличим от последнего угловатым постеродорсальным углом проподеума, а угол между верхом и склоном проподеума около 110°; мезосома и петиоль с глубокими точками, в то время как у P. aitkenii постеродорсальный угол проподеума округлый, а угол между верхом и склоном проподеума около 130°; мезосома и петиоль с мелкими точками. Видовое название P. wilsoni дано в честь американского мирмеколога Эдвард Уилсона (1931—2021) из Гарвардского университета в честь его выдающегося вклада в области мирмекологии, социобиологии, биоразнообразия и охраны природы.